# قصبة أنتقيرة
قصبة أنتقيرة هي حصن يقع في أنتقيرة، إسبانيا. تم بناؤها في القرن الرابع عشر لكبح جماح التقدم النصراني في المنطقة.
يتخذ الحصن من المستطيل شكلاً له باحتوائه على برجين وسور طويل. ويمكن اعتبار برج الحصن من أطول الأبراج في الأندلس إبان الحكم العربي لها.